# هنيدة بنت صعصعة
هنيدة بنت صعصعة بن ناجية الدرامية التميمية صحابية تلقب با ذات الخمار ووالدها صحابي وهي من المهاجرت إلى المدينة وهي عمة الشاعر الفرزدق أشتهرت بجمالها وحسن خلقها وزوجها الصحابي الزبرقان بن بدر التميمي وخالها هو الصحابي الأقرع بن حابس التميمي. وكانت تقول: «من جاءت من نساء العرب بأربعةٍ مثل أربعتي يحل لها أن تضع خمارها: أبي صعصعة بن ناجية، وأخي غالب بن صعصعة، وخالي الأقرع بن حابس، وزوجي الزبرقان بن بدر».